# Belgische Federatie van Psychologen
De Belgische Federatie van Psychologen (BFP) of Fédération Belge des Psychologues (FBP) is een federatie van verenigingen van psychologen. Het is dus niet meer mogelijk om als individueel psycholoog lid te worden van de BFP, maar via je lidmaatschap van de lidverenigingen ondersteun je ook de BFP. Momenteel zijn vijf vereniging lid: 
1. Vlaamse Vereniging van Klinisch Psychologen (VVKP) voor de klinische sector
2. Union Professionnelle des Psychologues Cliniciens Francophones (UPPCF) voor de klinische sector.
3. Vlaamse Vereniging voor Schoolpsychologie (VVSP) voor de onderwijssector.
4. Vereniging van Organisatie-, Consumenten- en Arbeidspsychologie (VOCAP) voor de arbeidssector.
5. Belgian Association for Psychological Sciences (BAPS) voor de sector theorie en onderzoek.

## Missie
De Doelstellingen van de BFP zijn:
- bij te dragen tot de realisatie van een adequaat gestructureerde en doeltreffende psychologengemeenschap;
- het bevorderen, in samenwerking met de aangesloten verenigingen en met andere organisaties, van de psychologische discipline op wetenschappelijk vlak, in zijn verschillende sectoren en dit op nationaal en internationaal niveau;
- te waken over de bevordering en de verdediging van de beroepsmatige, sociale en culturele belangen van de psychologen aangesloten bij de psychologenverenigingen die lid zijn van de Federatie;
- een geest van onderlinge collegialiteit en deontologie, alsook een uitoefening van het beroep van psycholoog gericht op de belangen van de cliënt, te stimuleren en te onderhouden

## Internationaal
De BFP is de enige Belgische deelvereniging van de Europese koepelfederatie European Federation of Psychologists’ Associations (EFPA), de grootste organisatie van psychologen in Europa.